# Sobekemsaf II.
Sekemre Šedtavi Sobekemsaf II. je bil faraon Sedemnajste egipčanske dinastije, ki je vladala v drugem vmesnem obdobju Egipta, ko je v Egiptu vladalo več vladarjev. Za Sobekemsafa II. so sprva domnevali, da je pripadal Trinajsti egipčanski dinastiji.  Njegovo prestolno ime Sekemre Šedtavi pomeni "Mogočni Ra, rešitelj dveh dežel".
Egiptologi so na podlagi napisa, vklesanega na podboj vrat, odkritega v ruševinah templja Sedemnajste dinastije v Gebel Antefu v zgodnjih devetdesetih letih dvajsetega stoletja, prepričani, da je bil Sobekemsaf II. oče Sekemre-vepmaat Intefa (Intef V.) in Nubkeperre Intefa (Intef VI.). Napis omenja kralja Sobekem[safa] kot očeta Nubheperre Intefa/Antefa VII. Sobekemsaf II. je po vsej verjetnosti princ Sobekemsaf, ki je izpričan kot sin kralja Sobekemsafa I. in imenovan za njegovega naslednika na kairskem kipu CG 386.
Po pisanju na Abbottovem papirusu in papirusu Leopolda-Amhersta, ki je datiran v 16. leto Ramzesa  IX., je bil Sekemre Šedtavi Sobekemsaf skupaj s svojo glavno kraljico Nubkaes (II.) pokopan v njegovi kraljevi grobnici.

## Položaj v Sedemnajsti dinastiji
Nemški egiptolog Daniel Polz, ki je ponovno odkril grobnico Nubkeperre Intefa v Dra Abu el Nagi, odločno trdi, da je Nubkeperre Intef vladal zelo pozno v Sedemnajsti dinastiji, kar pomeni, da  Sobekemsaf I. ni mogel biti vezni člen med linijo Intefov in Ahmozidi Senaktenrejem, Sekenenrejem in Kamhozom. Polzovo hipotezo podpirajo "dokazi v škatli Minemhata, guvernerja Koptosa v 3. letu vladanja Nubkeperre Intefa". Škatla je bila del pogrebne opreme nekega Akherja, ki je živel pod Sekenenre Taom (vladal 1558–1554 pr. n. št.). To odkritje kaže, da je vladavini Nubkeperre Intefa in Sekenenre Taoa ločevalo samo nekaj let in ne 15 do 20 let v času, ko je v Sedemnajsti dinastiji le nekaj faraonov vladalo dolgo časa. Ker je bil Sobekemsaf II. oče Intefa V., je bil sam verjetno sin Sobekemsafa I. in oče obeh svojih naslednikov Intefa V. in  Intefa VI.

## Rop Sobekemsafove grobnice
Abbottov in Leopold-Amherstov papirus, datirana v 16. leto vladanja Ramzesa IX., omenjata, da so  Sobekemsafovo grobnico v njegovi piramidi uničilii in izropali roparji grobov. Priznanja in sojenja za rop njegove grobnice so podrobno opisani v Leopold-Amherstovem papirusu. Sojenje je potekalo 22. dan III Pereta 16. leta vladanja  Ramzesa IX. Zapis pripoveduje, da se je neki Amenpnufer, sin Anhernakteja, kamnosek iz Amon-Rajevega templja  "v družbi kamnoseka Hapiverja navadil ropati grobnice [plemičev v Zahodnih Tebah]" in omenja, da sta skupaj s šestimi drugimi sostorilci v 13. letu Ramessesa IX. oropala tudi Sobekemsafovo grobnico. Amenpnufer priznava, da so
"odšli ropat grobnice … in našli piramido [kralja] Sekemre Šedtavija, sina Re Sebekemsafa, ki sploh ni bila podobna piramidam in grobnicam plemičev, ki smo jih običajno hodili ropat."
Na sodnem procesu je Amenpnufer pričal, da so skupaj z druščino z bakrenim orodjem izkopali tunel v kraljevo piramido:
"Nato smo se prebili skozi ruševine ... in našli boga (kralja), ki je ležal na zadnji strani svojega groba. Ugotovili smo, da se poleg njega nahaja grob Nubkaese, njegove kraljice... Odprli smo njuna sarkofaga in krste, v katerih sta bila, in našli plemenito mumijo tega kralja, opremljeno s sokolom; na njegovem vratu je bilo veliko amuletov in zlatih draguljev, na njem pa zlat naglavni nakit. Plemičeva mumija je bila v celoti okrašena z zlatom, njegove krste pa so bile okrašene z zlatom in srebrom znotraj in zunaj ter intarzirane z vsemi vrstami dragih kamnov. Zlato s plemenite mumije tega boga smo zbrali ... in prav tako smo zbrali vse, kar smo našli na njej (kraljici); in zažgali smo njihove krste. Vzeli smo njihovo pohištvo ... sestavljeno iz izdelkov iz zlata, srebra in brona in jih razdelili med seboj ... Nato smo se odpravili v Tebe. In čez nekaj dni je okrožni nadzornik Teb izvedel, da smo kradli na zahodu, in so me prijeli in zaprli v pisarno župana Teb. In vzel sem dvajset debenov zlata, ki mi je pripadlo kot delež, in jih dal Kaemopeju, pisarju četrti, ki je povezana s pristaniščem v Tebah. Izpustil me je, jaz pa sem se pridružil svojim tovarišem in oni so mi nadomestili izgubljeni del. Tako sem skupaj s tatovi, ki so tukaj z mano, do danes ropal grobnice plemičev in [pokojnih] ljudi, ki počivajo na zahodu Teb."
Amenpnufer je trdil, da je zaklad z obeh kraljevih mumij vseboval  "160 debenov  zlata", se pravi 14,5 kg. Dokument se konča z obsodbo tatov, ki je bila verjetno smrtna, in zaključuje, da je bila kopija uradnih zapisov sojenja poslana Ramzesu IX. v Spodnji Egipt. Sam Amenpnufer naj bi bil obsojen na smrt z nabijanjem na kol, ki je bilo v starem Egiptu "rezervirano [samo] za najbolj gnusne zločine".

## Vir
- Kim Ryholt. The Political Situation in Egypt during the Second Intermediate Period c.1800–1550 B.C, Museum Tuscalanum Press, 1997. ISBN 87-7289-421-0, 393 File 17/2.

| Sobekemsaf II.            |                                                              |                     |
| Vladarski nazivi          |                                                              |                     |
| Predhodnik: Sobekemsaf I. | Faraon Egipta (Sedemnajsta dinastija) 16 stoletje pr. n. št. | Naslednik: Intef V. |